# Bedřich Vašek
Bedřich Vašek (10. února 1882, Hážovice - 14. srpna 1959, Olomouc) byl katolický kněz, badatel v oblasti sociální nauky církve (tehdy zvané "křesťanská sociologie") a vysokoškoský pedagog, profesor teologické fakulty v Olomouci (1922) a teologické fakulty v Bratislavě (1936). Stal se i děkanem olomoucké teologické fakulty.

## Dílo
- Bl. Don Jan Bosco, Hlučín 1929.
- Rodina dvacátého století. Studie sociologická, Olomouc 1924.
- Křesťanská sociologie. Díl I.: Život sociální, Díl II.: Spravedlnost v životě hospodářském, Díl III.: Sociální práce, Praha 1929-1933.
- Rukojeť křesťanské sociologie, Olomouc 1947, 3. vyd.